# Psathyropus bilineata
Psathyropus bilineata is een hooiwagen uit de familie Sclerosomatidae.